# Мурадян, Карен Рафикович
Каре́н Ра́фикович Мурадя́н (арм. Կարեն Ռաֆիկի Մուրադյան; 1 ноября 1992, Гюмри, Армения) — армянский и российский футболист, полузащитник клуба «Арарат-Армения» и сборной Армении.

## Клубная карьера
Мурадян родился в Гюмри, но в годовалом возрасте вместе с родителями переехал в Россию. Футбол начал смотреть по телевизору. Игра юноше нравилась всё больше и больше. Начальная стадия увлечения 7 лет. Спустя два года (в 9 лет) пошёл в первую футбольную школу ДЮСШ Мытищи. В юношеском футболе поменял три команды, последней которой стала команда СДЮШОР «Трудовые резервы». Благодаря выступлениям в той команде Мурадян в 2008 году попал в сборную Москвы и занял второе место на чемпионате России.
В «Шираке», Мурадян оказался благодаря ролику, который увидели селекционеры клуба. После этого, Мурадяна пригласили на просмотр. А ещё позже был заключен контракт. Дебют состоялся 24 июля 2011 года, в гостевой игре против «Мики». Мурадян вышел на поле в основном составе и отыграл до 60-й минуты, когда был заменён на Армана Маргаряна. Но дебют был омрачён разгромным поражением гюмрийской команды 1:4. Кубковый дебют пришёл на розыгрыш следующего сезона. 20 ноября 2011 года, «Ширак» провёл домашний матч против ереванского «Бананца», в котором одержал минимальную победу (2:1). Мурадян вышел на замену на 73-й минуте матча, заменив Грачью Мнацаканяна. В том же розыгрыше «Ширак» дошёл до финала, в котором обыграл дилижанский «Импульс» со счётом 1:0. Мурадян отыграл весь матч и стал обладателем кубковых медалей турнира.

## Достижения
- Чемпион Армении: 2012/13
- Обладатель Кубка Армении: 2011/12
- Финалист Кубка Армении: 2011

## Личная жизнь
Родители — Рафик и Сатик, не женат. В свободное время предпочитает слушать музыку, гулять с друзьями или проводить время в интернете. Знает армянский, русский и английский языки.

## Статистика выступлений
Данные на 7 февраля 2013 года
| Клуб             | Сезон            | Чемпионат | Чемпионат | Кубки | Кубки | Еврокубки | Еврокубки | Всего | Всего |
| Клуб             | Сезон            | Матчи     | Голы      | Матчи | Голы  | Матчи     | Голы      | Матчи | Голы  |
| ---------------- | ---------------- | --------- | --------- | ----- | ----- | --------- | --------- | ----- | ----- |
| Ширак            | 2011             | 8         | 0         | 4     | 0     | 4         | 0         | 16    | 0     |
| Ширак            | 2012/13          | 31        | 0         | 0     | 0     | 0         | 0         | 31    | 0     |
| Всего            | Всего            | 39        | 0         | 4     | 0     | 4         | 0         | 47    | 0     |
| Всего за карьеру | Всего за карьеру | 39        | 0         | 4     | 0     | 4         | 0         | 47    | 0     |